# 773 a.C.
Il 773 a.C. (DCCLXXIII a.C. in numeri romani) è un anno  dell'VIII secolo a.C.

## Morti
- Salmanassar IV, sovrano assiro